# Waynesville, Carolina de Nord
Waynesville este un oraș și sediul comitatului Haywood, statul  Carolina de Nord,  Statele Unite ale Americii.